# اکسیر

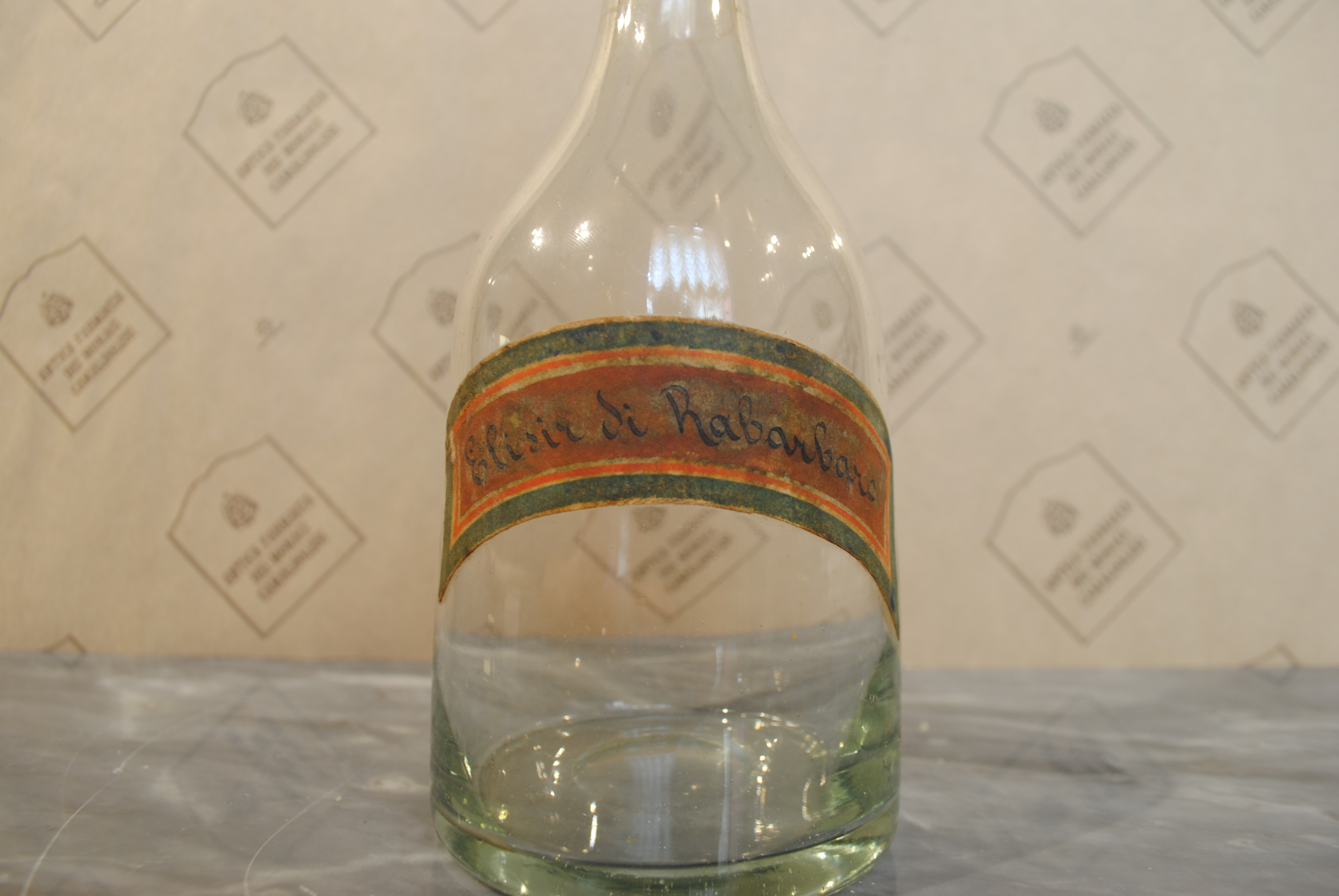
اکسیر، در لغت به معنای اصلاح کننده یا مصلح است. در اصطلاح، به ماده یا ترکیبی جادویی گفته می شود که خواص شفابخش، جاودانگی، یا قدرت دارد.
اکسیر در فرهنگ های مختلف جهان، از جمله مصر باستان، یونان باستان، و چین باستان، جایگاه ویژه ای داشته است. دانشمندان و جادوگران این فرهنگ ها، سال ها به دنبال یافتن فرمول ساخت اکسیر بوده اند.

اکسیر (واژه‌ای عربی؛ از یونانی ξήριον xērion «پودر خشک کردن زخم‌ها» از ξηρός xēros «خشک») مایعی زلال و شیرین-مزه است که برای مقاصد طبی استفاده می شود، که باید به صورت خوراکی مصرف شود و به منظور علاج مریضی کسی است.
اکسیرهای دارویی به گونه ای فرموله می شوند که بیمار دوز معمول بزرگسالان دارو را در اندازه مناسب اکسیر دریافت کند. برای اکثر اکسیرها، یک یا دو قاشق چایخوری (5 یا 10 میلی لیتر) دوز معمول دارو را برای بزرگسالان فراهم می کند. یکی از مزایای اکسیرها نسبت به داروهای همتای خود در اشکال دوز جامد، انعطاف پذیری و سهولت تجویز دوز برای بیمارانی است که در بلع اشکال جامد مشکل دارند.